# Chris Jericho
Christopher Keith Irvine, mer känd under sitt fribrottarnamn Chris Jericho, född 9 november 1970 i Manhasset, New York, är en amerikansk/kanadensisk fribrottare. Han har även haft ett flertal andra jobb, däribland musiker i bandet Fozzy, författare, radiovärd och programledare. 
Chris Jericho är född i New York, men växte upp i Winnipeg, eftersom hans far spelade i NHL för N.Y Rangers och Winnipeg Jets.
Chris Jericho är mest känd för att vara den första inom WWF (WWE) att vara Undisputed World Champion. Han håller även rekordet för flest tagna Intercontinental Championship på nio gånger. Chris Jericho är en femfaldig världsmästare; han har hållit WCW World Heavyweight Championship två gånger, World Wrestling Federation Championship en gång och World Heavyweight Championship sex gånger. Han är dessutom den nionde att vara Triple Crown Champion och fjärde att vara Grand Slam Champion. Jericho har brottats i de stora förbunden, såsom WCW, WWF (WWE) och ECW, och även i kanadensiska, japanska, tyska och mexikanska förbund.
För närvarande är han signerad till All Elite Wrestling (AEW), och höll deras världsmästarbälte från 2019-2020.